# Тринадцатиточечная коровка

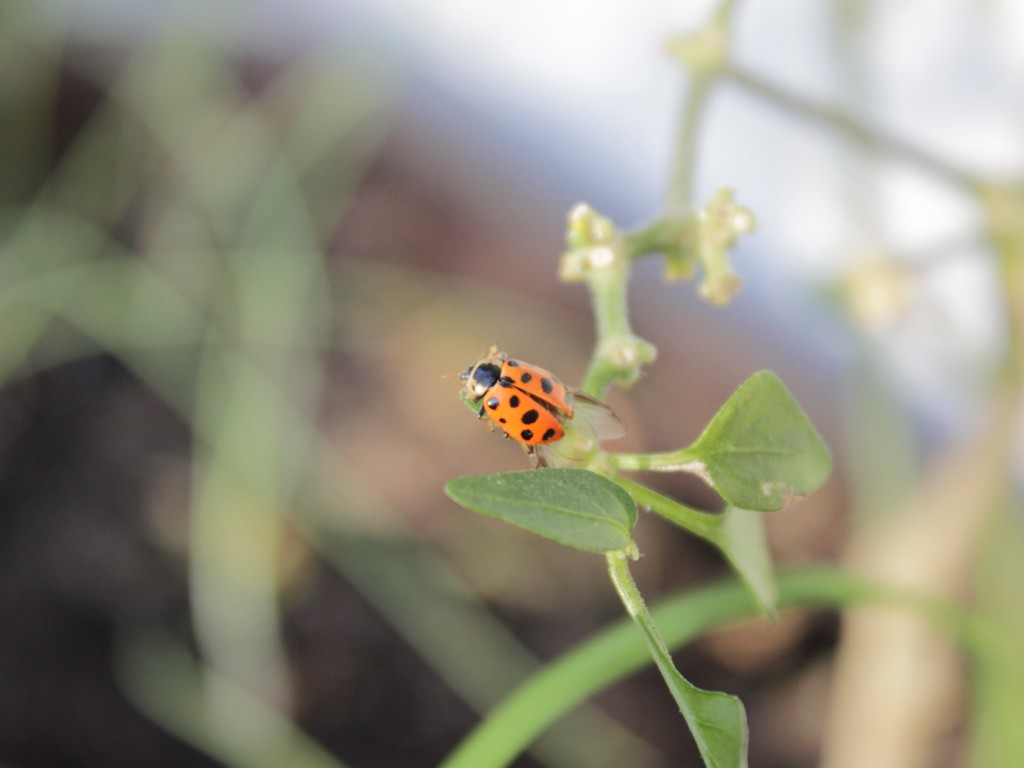

Коровка тринадцатиточечная (лат. Hippodamia tredecimpunctata) — вид божьих коровок из подсемейства Coccinellinae. Известно три подвида, два из которых распространены в Европе и Азии, а один (H. t. tibialis) в Северной Америке. Питаются различными тлями.

## Распространение
Номинативный подвид H. t. tredecimpunctata распространён в Европе и Северной Азии.
H. t. tibialis распространён в США и Канаде. В Канаде встречается на севере — в Юконе и Северо-Западных территориях, и от Британской Колумбии до Ньюфаундленда и Лабрадора. В США встречается в штатах Мэн и на востоке Южной Дакоты. В США, Нью-Брансуике и Квебеке отмечена тенденция уменьшения популяции H. t. tibialis из-за завезённых видов божьих коровок (например, семиточечная коровка).

## Описание
Имаго длиной 4,5—7 мм, имеют немного удлинённое тело. Характерной чертой является присутствие 13 чёрных точек на надкрыльях, некоторые из которых иногда могут сливаться вместе. Голени жёлтые. Светлая кайма переднеспинки по боками широкая, с ясной чёрной точкой.
Внешне имеет сходство с Coleomegilla maculata, но H. t. tibialis отличается от него присутствием на переднеспинке больших беспорядочно разбросанных точек, тогда как у Coleomegilla maculata только два отдельных узора.

## Экология
Особи населяют сельскохозяйственные участки, поля, болотные участки, луга, парки и на побережьях озёр. Охотятся на тлю.